# Campionato mondiale maschile under 17 di calcio 2001
Il Campionato mondiale di calcio Under-17 2001 è stato giocato in Trinidad e Tobago tra il 13 settembre ed il 30 settembre 2001. Per questa edizione il numero delle squadre era 16, con le due migliori di ogni gruppo qualificate per i Quarti di finale.
Il torneo fu vinto dalla Francia under 17, che nella finale giocata al Hasely Crawford Stadium di Port of Spain sconfisse la Nigeria under 17 3-0. Per i francesi fu il primo titolo mondiale della storia.
Solo i giocatori nati dopo il 1º gennaio 1984 hanno potuto partecipare al torneo.

## Città e Stadi
| Città         | Stadio                  | Posti  |
| ------------- | ----------------------- | ------ |
| Port of Spain | Hasely Crawford Stadium | 27.000 |
| Bacolet       | Dwight Yorke Stadium    | 7.500  |
| Couva         | Ato Boldon Stadium      | 10.000 |
| Malabar       | Larry Gomes Stadium     | 10.000 |
| Marabella     | Manny Ramjohn Stadium   | 10.000 |

## Squadre
| Confederazione                                        | Torneo di Qualificazione                   | Qualificate                                           |
| ----------------------------------------------------- | ------------------------------------------ | ----------------------------------------------------- |
| AFC (Asia)                                            | AFC U-17 Championship 2000                 | Oman under 17 Iran under 17 Giappone under 17         |
| CAF (Africa)                                          | 2001 African Under-17 Championship         | Nigeria under 17 Burkina Faso under 17 Mali under 17  |
| CONCACAF (America Centrale, Settentrionale e Caraibi) | 2001 CONCACAF U17 Tournament               | Stati Uniti under 17 Costa Rica under 17              |
| CONMEBOL (Sud America)                                | Sudamericano Sub-17 2007                   | Argentina under 17 Brasile under 17 Paraguay under 17 |
| OFC (Oceania)                                         | 2000 OFC Under 17 Tournament               | Australia under 17                                    |
| UEFA (Europa)                                         | Campionato europeo di calcio Under-17 2001 | Francia under 17 Spagna under 17 Croazia under 17     |
| Nazione ospitante                                     | Nazione ospitante                          | Trinidad e Tobago under 17                            |

## Fase a Gruppi

### Gruppo A
| Squadra           | P.ti | G | V | P | S | GF | GS | DR |
| ----------------- | ---- | - | - | - | - | -- | -- | -- |
| Brasile           | 9    | 3 | 3 | 0 | 0 | 10 | 2  | +8 |
| Australia         | 6    | 3 | 2 | 0 | 1 | 5  | 1  | +4 |
| Croazia           | 3    | 3 | 1 | 0 | 2 | 3  | 8  | -5 |
| Trinidad e Tobago | 0    | 3 | 0 | 0 | 3 | 2  | 9  | -7 |

| Arbitro: | Giménez Daniel |

|              |           |                                |
| Blackman 57’ | Marcatori | 43’ (Rig.) 67’ (Rig.) Kranjcar |

| Arbitro: | Benes Michal |

|  |           |              |
|  | Marcatori | 76’ Anderson |

| Arbitro: | Tudor Alexandru |

|  |           |           |
|  | Marcatori | 55’ Agius |

| Arbitro: | Sibrian Rodolfo |

|           |           |                                         |
| Prijic 6’ | Marcatori | 7’ Bruno 57’ Leandro Bomfim 77’ Caetano |

| Arbitro: | Issa Hussein |

|                                                            |           |            |
| Malzoni 7’ Caetano 16’ 41’ 59’ James 38’ (o.g.) Júnior 88’ | Marcatori | 61’ Forbes |

| Arbitro: | Chukwujekwu Chukwudi |

|  |           |                             |
|  | Marcatori | 37’ Smith 40’ 46’ 66’ Danze |

### Gruppo B
| Squadra     | P.ti | G | V | P | S | GF | GS | DR |
| ----------- | ---- | - | - | - | - | -- | -- | -- |
| Nigeria     | 9    | 3 | 3 | 0 | 0 | 8  | 1  | +7 |
| Francia     | 6    | 3 | 2 | 0 | 1 | 11 | 6  | +5 |
| Giappone    | 3    | 3 | 1 | 0 | 2 | 2  | 9  | -7 |
| Stati Uniti | 0    | 3 | 0 | 0 | 3 | 3  | 8  | -5 |

| Arbitro: | De Oliveira Paulo |

|  |           |         |
|  | Marcatori | 43’ Abe |

| Arbitro: | Ramdhan Ramesh |

|                     |           |                      |
| Sinama-Pongolle 87’ | Marcatori | 24’ Shaibu 75’ Brown |

| Arbitro: | Cardoso Batista Lucilio |

|  |           |                                                     |
|  | Marcatori | 35’ Shaibu 39’ Opabunmi 83’ Brown 91’ (Rig.) Temile |

| Arbitro: | Im Eun Ju |

|                                          |           |                                                  |
| Magee 19’ Colombo 28’ (o.g.) Johnson 75’ | Marcatori | 4’ 60’ 65’ Sinama-Pongolle 31’ Pietre 48’ Meghni |

| Arbitro: | Attison Harry |

|                      |           |  |
| Shaibu 32’ Ayuba 58’ | Marcatori |  |

| Arbitro: | Gimenez Daniel |

|          |           |                                                   |
| Yano 67’ | Marcatori | 11’ Pietre 13’ 54’ 57’ Sinama-Pongolle 15’ Drouin |

### Gruppo C
| Squadra      | P.ti | G | V | P | S | GF | GS | DR |
| ------------ | ---- | - | - | - | - | -- | -- | -- |
| Argentina    | 7    | 3 | 2 | 1 | 0 | 9  | 4  | +5 |
| Burkina Faso | 5    | 3 | 1 | 2 | 0 | 4  | 3  | +1 |
| Spagna       | 3    | 3 | 1 | 0 | 2 | 4  | 6  | -2 |
| Oman         | 1    | 3 | 0 | 1 | 2 | 2  | 6  | -4 |

| Arbitro: | Richard Contreras Samuel |

|              |           |                      |
| Al Hinai 22’ | Marcatori | 50’ Torres 92’ Melli |

| Arbitro: | Attison Harry |

|                          |           |                       |
| Correa 2’ Maxi López 92’ | Marcatori | 22’ Sanou 79’ Conombo |

| Arbitro: | Jakobsson Kristinn |

|  |           |                  |
|  | Marcatori | 41’ (Rig.) Sanou |

| Arbitro: | Evehe Divine |

|  |           |                                            |
|  | Marcatori | 10’ Maxi López 37’ Tevez 52’ (Rig.) Colace |

| Arbitro: | Tudor Alexandru |

|             |           |              |
| Nikiema 22’ | Marcatori | 33’ Al Hinai |

| Arbitro: | Sibrian Rodolfo |

|                             |           |                                                          |
| Guillem Bauzà 23’ Senel 30’ | Marcatori | 3’ (Rig.) Colace 57’ Maxi López 72’ Zabaleta 83’ Aguirre |

### Gruppo D
| Squadra    | P.ti | G | V | P | S | GF | GS | DR |
| ---------- | ---- | - | - | - | - | -- | -- | -- |
| Costa Rica | 6    | 3 | 2 | 0 | 1 | 5  | 2  | +3 |
| Mali       | 6    | 3 | 2 | 0 | 1 | 4  | 2  | +2 |
| Paraguay   | 6    | 3 | 2 | 0 | 1 | 5  | 6  | -1 |
| Iran       | 0    | 3 | 0 | 0 | 3 | 2  | 6  | -4 |

| Arbitro: | Issa Hussein |

|            |           |                           |
| Traore 76’ | Marcatori | 52’ Lopez 86’ (Rig.) Jara |

| Arbitro: | Chukwujekwu Chukwudi |

|  |           |                        |
|  | Marcatori | 51’ Alonso 76’Azofeifa |

| Arbitro: | Benes Michal |

|  |           |                            |
|  | Marcatori | 75’ 84’ Alonso 82’Azofeifa |

| Arbitro: | Ramdhan Ramesh |

|               |           |  |
| Coulibaly 45’ | Marcatori |  |

| Arbitro: | De Oliveira Paulo |

|  |           |                         |
|  | Marcatori | 20’ Coulibaly 33’Diarra |

| Arbitro: | Jakobsson Kristinn |

|                              |           |                    |
| Perez Matto 19’ 42’ Jara 66’ | Marcatori | 81’ 93’ Ahmadzadeh |

## Fase ad eliminazione diretta
|  | Quarti di finale             | Quarti di finale       |                              |              | Semifinali                | Semifinali                |  |  | Finale                       | Finale |
|  |                              |                        |                              |              |                           |                           |  |  |                              |        |
|  | 23 settembre - Port of Spain |                        |                              |              |                           |                           |  |  |                              |        |
|  |                              |                        |                              |              |                           |                           |  |  |                              |        |
|  | Brasile                      | 1                      |                              |              |                           |                           |  |  |                              |        |
|  | Brasile                      | 1                      | 27 settembre - Port of Spain |              |                           |                           |  |  |                              |        |
|  | Francia                      | 2                      |                              |              |                           |                           |  |  |                              |        |
|  | Francia                      | 2                      | Francia                      | 2            |                           |                           |  |  |                              |        |
|  | 24 settembre - Marabella     |                        | Francia                      | 2            |                           |                           |  |  |                              |        |
|  |                              | Argentina              | 1                            |              |                           |                           |  |  |                              |        |
|  | Argentina                    | Argentina              | 1                            | 2            |                           |                           |  |  |                              |        |
|  | Argentina                    |                        | 30 settembre - Port of Spain | 2            |                           |                           |  |  |                              |        |
|  | Mali                         | 1                      |                              |              |                           |                           |  |  |                              |        |
|  | Mali                         | 1                      | Francia                      | 3            |                           |                           |  |  |                              |        |
|  | 23 settembre - Port of Spain |                        | Francia                      | 3            |                           |                           |  |  |                              |        |
|  |                              | Nigeria                | 0                            |              |                           |                           |  |  |                              |        |
|  | Nigeria                      | Nigeria                | 0                            | 5            |                           |                           |  |  |                              |        |
|  | Nigeria                      | 27 settembre - Malabar |                              | 5            |                           |                           |  |  |                              |        |
|  | Australia                    | 1                      |                              |              |                           |                           |  |  |                              |        |
|  | Australia                    | 1                      | Nigeria                      | 1            | Finale per il terzo posto | Finale per il terzo posto |  |  |                              |        |
|  | 24 settembre - Marabella     |                        | Nigeria                      | 1            | Finale per il terzo posto | Finale per il terzo posto |  |  |                              |        |
|  |                              | Burkina Faso           | 0                            |              |                           |                           |  |  |                              |        |
|  | Costa Rica                   | Burkina Faso           | 0                            | 0            | Argentina                 | 0                         |  |  |                              |        |
|  | Costa Rica                   |                        |                              | 0            | Argentina                 | 0                         |  |  |                              |        |
|  | Burkina Faso                 | 2                      |                              | Burkina Faso | 2                         |                           |  |  |                              |        |
|  | Burkina Faso                 | 2                      |                              |              | 2                         |                           |  |  |                              |        |
|  |                              |                        |                              |              |                           |                           |  |  | 30 settembre - Port of Spain |        |
|  |                              |                        |                              |              |                           |                           |  |  |                              |        |

### Quarti di finale
| Arbitro: | Ramdhan Ramesh |

|              |           |                                   |
| Alberoni 70’ | Marcatori | 38’ Sinama-Pongolle 40’ Le Tallec |

| Arbitro: | Jakobsson Kristinn |

|                                                     |           |            |
| Opabunmi 24’ (Rig.) 69’ 79’ Mohammed 81’ Temile 85’ | Marcatori | 86’ Engele |

| Arbitro: | Cardoso Batista Lucilio |

|                                  |           |            |
| Gonzalo Rodríguez 38’ Fanari 96’ | Marcatori | 35’ Diarra |

| Arbitro: | Attison Harry |

|  |           |                      |
|  | Marcatori | 56’ Gorogo 84’ Sanou |

### Semifinali
| Arbitro: | Evehe Divine |

|                           |           |           |
| Le Tallec 56’ Berthod 58’ | Marcatori | 49’ Tevez |

| Arbitro: | Richard Contreras Samuel |

|                    |           |  |
| Opabunmi 4’ (Rig.) | Marcatori |  |

### Finale terzo-quarto posto
| Arbitro: | Issa Hussein |

|  |           |                        |
|  | Marcatori | 30’ Gorogo 78’ Conombo |

### Finale
| Arbitro: | Cardoso Batista Lucilio |

|                                              |           |  |
| Sinama-Pongolle 34’ Le Tallec 53’ Pietre 81’ | Marcatori |  |

## Cannonieri
9 goal
- Sinama-Pongolle

5 goal
- Femi Opabunmi

4 goal
- Caetano